# Ly cối

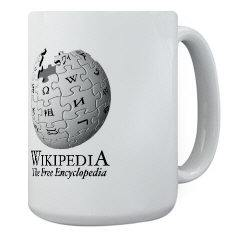
Ly cối với logo của wikipedia

Ly cối là một loại cốc hình trụ, có quai, với dung tích lớn. Khác với tách vốn nhỏ và nông hơn, dùng theo bộ ấm tích và đặt trên đĩa tách, ly cối thường chỉ cầm tay mà không kê trên dĩa. Cách chế tạo và hình dạng của ly cối cũng kém phần tinh tế, thành ly khá dầy để dùng thường nhật mà tránh bị mẻ. Ly cối thường dùng để uống cà phê nóng. Những loại ly cối lớn thì dùng uống bia lạnh. Ly cối thường là đồ gốm nhưng cũng có thể dùng những vật liệu khác như thủy tinh, kim loại, gỗ, v.v.